# Водопадное (железнодорожный разъезд)
Водопа́дное — населённый пункт (тип: железнодорожный разъезд) в Новицком сельском поселении Партизанского района Приморского края России.

## История
До 1972 года именовался как посёлок Шиненгоу (кит. 西南沟). Переименован после вооружённого конфликта за остров Даманский в Водопадный.
Согласно Закону Приморского края  от 10 ноября 2004 года № 158-КЗ «О Партизанском муниципальном районе» Водопадный вошёл в состав муниципального образования Новицкое сельское поселение.
Согласно Закону Приморского края от 13.11.2012 N 123-КЗ железнодорожный разъезд Водопадный сельского поселения Новицкое муниципальное образование переименован в Водопадное

## География
Водопадное находится в Сучанской долине и стоит на левом берегу реки Партизанская. В 6 км южнее по трассе находится село Новицкое, в 5 км севернее — хутор Орёл.
Расстояние до районного центра Владимиро-Александровское (на юг, вниз по реке) около 23 км.

## Население
| 2002 | 2010 |
| ---- | ---- |
| 49   | ↘15  |

## Инфраструктура
Путевое хозяйство. Действует железнодорожная станция

## Транспорт
Через станцию проходит автотрасса Находка — Кавалерово.
Доступен автомобильный и железнодорожный транспорт.